# توکای صخره
توکاهای صخره (نام علمی: Monticola) نام یک سرده از خانواده مگس‌گیران است.